# Hvesta
Hvesta är en kulle i republiken Island.   Den ligger i regionen Västfjordarna, i den nordvästra delen av landet, 260 km norr om huvudstaden Reykjavík. Toppen på Hvesta är 459 meter över havet.
Terrängen runt Hvesta är kuperad. Havet är nära Hvesta åt nordväst.  Trakten runt Hvesta är nära nog obefolkad, med mindre än två invånare per kvadratkilometer. Det finns inga samhällen i närheten. Trakten runt Hvesta består i huvudsak av gräsmarker.